# Hanns Großmann
Hanns Großmann (* 28. Oktober 1912 in Kamenz/Sachsen; † 1999) war ein deutscher Jurist und als Oberstaatsanwalt 1963 Ankläger im 1. Frankfurter Auschwitz-Prozess; CDU-Kommunalpolitiker; langjähriger Hofheimer Stadtverordnetenvorsteher und Kreistagsvorsitzender.

## Leben
Nach dem 2. juristischen Staatsexamen trat Großmann in den Staatsdienst ein. Der promovierte Jurist und spätere Oberstaatsanwalt war u. a. Ankläger im 1. Frankfurter Auschwitz-Prozess. In der Funktion als Erster Staatsanwalt reiste er zu Zeugenvernehmungen in die USA, nach Polen und Israel. Im Dezember 1964 reiste Großmann mit einer Gruppe von Prozessbeteiligten zu einem Ortstermin nach Auschwitz und dokumentierte im Anschluss diese Reise mit Fotos und Objekten vom Lagergelände. Später erstellte er dazu einen privaten Bericht in dreifacher Ausfertigung. Insgesamt wurden von Großmann mehr als 1500 Zeugen vernommen, und zum Ende des Prozesses hielt er als erster Staatsanwalt das Grundsatzplädoyer.
Auch im Krumey-Hunsche-Prozess führte Hanns Großmann als Erster Staatsanwalt zusammen mit Staatsanwalt Adolf Steinbacher die Anklage.
Spätere berufliche Stationen führten ihn in das Hessische Ministerium der Justiz sowie als Oberstaatsanwalt nach Wiesbaden.
Großmann wurde erstmals 1968 in das Hofheimer Stadtparlament gewählt und sogleich mit dem Amt des Stadtverordnetenvorsteher betraut. Dieses Amt behielt er bis 1985. Auch im Kreistag engagierte sich der überzeugte Christdemokrat und war u. a. von 1977 bis 1993 Kreistagsvorsitzender.
Großmann engagierte sich in vielen politischen Gremien und auch in Vereinen, so war er u. a. 2. Vorsitzender des Geschichts- und Altertumsvereins.

## Nachlass
Hanns Großmanns Nachlass wird im Archiv des Fritz Bauer Instituts in Frankfurt am Main aufbewahrt.

## Auszeichnungen
- Ehrenring in Silber der Stadt Hofheim[6]